# Sottocapo di terza classe
Il grado di sottocapo di terza classe (codice NATO OR-4), è il primo della categoria dei graduati della Marina Militare, superiore a quello di comune scelto e inferiore al sottocapo di seconda classe.

## Distintivo
Il distintivo di grado è formato da un archetto ed un gallone rossi e applicato sulle maniche delle uniformi ordinarie a metà tra spalla e gomito, oppure sulle controspalline di quelle di servizio.
Appena al di sopra del grado è applicato anche il distintivo di specialità.

## Altre forze armate e forze di polizia
Il grado è omologo a quello di primo caporale maggiore dell'Esercito Italiano, aviere capo dell'Aeronautica Militare, carabiniere dell'Arma dei Carabinieri.
Nella Guardia di Finanza, che è un corpo militare e allo stesso tempo forza di polizia, il grado omologo è finanziere mentre nella Polizia di Stato	e nella Polizia penitenziaria, che sono forze di polizia, la qualifica equivalente è agente.

## Corrispondenze con Marine estere

### Regno Unito
Nella Royal Navy il grado omologo corrispondente al codice NATO OR-4 è leading rating o leading rate (cui abitualmente ci si rivolge con leading hand, oppure col nome della categoria/specialità, es: leading regulator; leading seaman, seguito dal cognome) presente anche nella Indian Navy, nella Royal Australian Navy, nella Royal New Zealand Navy e in marine del Commonwealth e di tradizioni britannica.
Nella Royal Navy coloro che ricoprono tale grado vengono comunemente chiamati "Killick" in quanto indossa uno distintivo con l'emblema di un'ancora chiamata "Killick" una specie di ancora formata da una pietra racchiusa da pezzi di legno fissati insieme.

### Canada

Distintivo per
master sailor / matelot chef classe
(precedentemente: master seamen)

Nella Royal Canadian Navy, il grado di master seaman è esistito fino ad agosto 2020, quando è stato sostituito con la denominazione di master sailor (francese: matelot chef; letteralmente: "marinaio capo"), superiore a marinaio di 1ª classe (inglese: sailor 1st class; francese: matelot de 1re classe) e inferiore a "marinaio capo" (inglese: master sailor; francese: matelot-chef); tale grado equivale a quello di 1º caporal maggiore (inglese: master corporal ; francese: caporal-chef) dell'Esercito e al aviere capo (ing.: master corporal; fra.: caporal-chef) dell'aeronautica militare canadese che in ambito NATO sono classificati tutti come OR-4.
Come nella Royal Navy, per coloro che ricoprono tale grado è ancora utilizzato il termine "killick", anche se i distintivi vecchio stile con un'ancora formata da una pietra racchiusa da pezzi di legno fissati insieme non sono più utilizzate nella Royal Canadian Navy per questo grado.

### Germania
Nelle forze armate tedesche il grado equivalente è Obergefreiter, comune ad Esercito, Aeronautica e Marina.

## Ulteriori corrispondenze
| Anni di servizio                                                          | Esercito Italiano                                                   | Marina Militare                                                          | Aeronautica Militare                                            | Carabinieri                         |
| ------------------------------------------------------------------------- | ------------------------------------------------------------------- | ------------------------------------------------------------------------ | --------------------------------------------------------------- | ----------------------------------- |
| Alla nomina                                                               | Graduato (Primo caporal maggiore)                                   | Sottocapo di terza classe                                                | Aviere capo                                                     | Carabiniere                         |
| Dopo 1 anno nel grado precedente (per i carabinieri dopo 4 anni e 6 mesi) | Graduato scelto (Caporal maggiore scelto)                           | Sottocapo di seconda classe                                              | Primo aviere scelto                                             | Carabiniere scelto                  |
| Dopo 5 anni nel grado precedente                                          | Graduato capo (Caporal maggiore capo)                               | Sottocapo di prima classe                                                | Primo aviere capo                                               | Appuntato                           |
| Dopo 4 anni nel grado precedente                                          | Primo graduato (Caporal maggiore capo scelto)                       | Sottocapo scelto (Sottocapo di prima classe scelto)                      | Primo graduato (Primo aviere capo scelto)                       | Appuntato scelto                    |
| Dopo 5 anni nel grado precedente                                          | Graduato aiutante (Caporal maggiore capo scelto qualifica speciale) | Sottocapo aiutante (Sottocapo di prima classe scelto qualifica speciale) | Graduato aiutante (Primo aviere capo scelto qualifica speciale) | Appuntato scelto qualifica speciale |

### Riferimenti normativi
- Decreto legislativo 15 marzo 2010, n. 66, in materia di "Codice dell'ordinamento militare" aggiornato.
- Decreto del presidente della Repubblica 15 marzo 2010, n. 90, in materia di "Testo unico delle disposizioni regolamentari in materia di ordinamento militare" aggiornato
- NATO, APersP-01. NATO Codes for Grades of Military Personnel. Edition A, Version 3 [APersP-01. Codici per i gradi del personale militare della NATO, edizione A, versione 3], in STANAG 2116, Bruxelles, NATO Standardization Office, 16 giugno 2022.

### Testi
- Riccardo Busetto, Il dizionario militare: dizionario enciclopedico del lessico militare, Bologna, Zanichelli, 2004, ISBN 978-88-08-08937-3.